# Mariborsko-Pohorje-Skigebiet
Das Skigebiet Mariborsko Pohorje, deutsch Skigebiet Mariborer Bacherngebirge, ist ein Skigebiet im Nordosten von Slowenien. Es liegt südwestlich der Altstadt von Stadt Maribor am nordöstlichen Rand des Bacherngebirges.
Die Mariborsko Pohorje-Seilbahn verbindet das die Stadt Maribor mit dem auf 1000 Meter gelegenen Skiresort.

## Beschreibung
Im Skigebiet befinden sich Pisten aller Schwierigkeitsstufen in einer Gesamtlänge von etwa 40 km inklusive einer der längsten Flutlichtpisten Europas. 
Mariborsko Pohorje war bis 2020 Austragungsort des Damen-Weltcuprennens Goldener Fuchs.
Das Gebiet eignet sich in der schneefreien Zeit zum Wandern, Reiten und Mountainbiking.

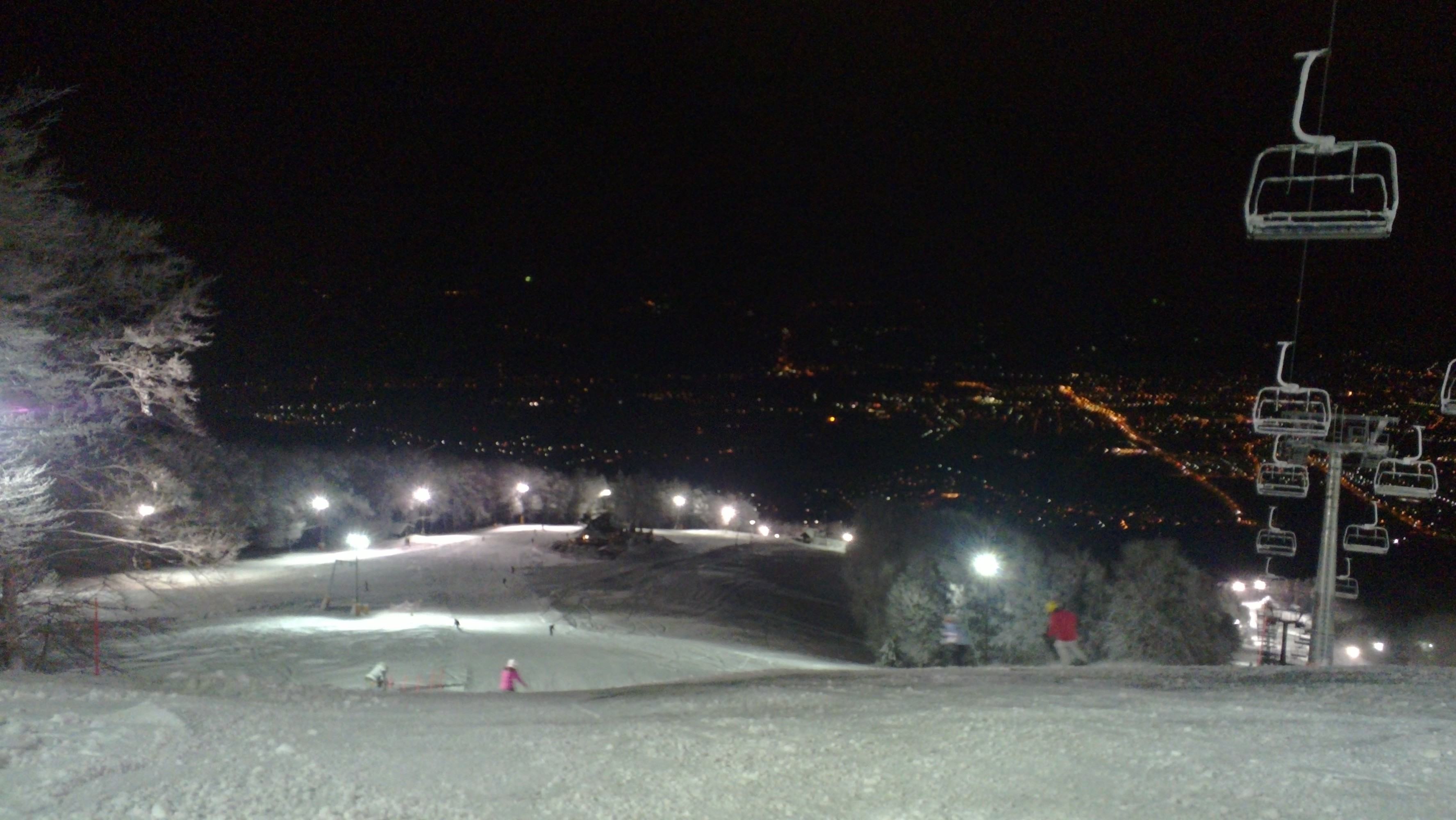
Mariborsko Pohorje Flutlichtpiste
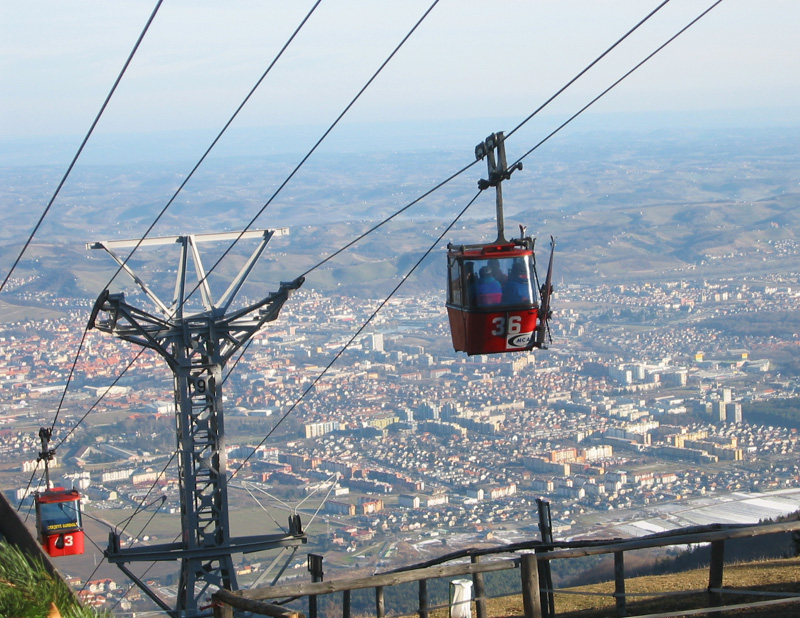
Mariborsko Pohorje Seilbahn